# Phú Tân, Châu Thành (Sóc Trăng)
Phú Tân là một xã thuộc huyện Châu Thành, tỉnh Sóc Trăng, Việt Nam.

## Địa lý
Xã Phú Tân nằm ở phía đông huyện Châu Thành, có vị trí địa lý:
- Phía đông giáp thành phố Sóc Trăng và huyện Long Phú
- Phía tây giáp thị trấn Châu Thành và xã Thuận Hòa
- Phía nam giáp xã An Hiệp
- Phía bắc giáp xã Phú Tâm.

Xã Phú Tân có diện tích 27,47 km², dân số năm 2022 là 18.605 người, mật độ dân số đạt 677 người/km².

## Hành chính
Xã Phú Tân được chia thành 6 ấp: Phước An, Phước Hòa, Phước Lợi, Phước Phong, Phước Quới, Phước Thuận.

## Lịch sử
Ngày 23 tháng 12 năm 1988, Hội đồng Bộ trưởng ban hành Quyết định số 197-HĐBT về việc thành lập xã Phú Tân thuộc huyện Mỹ Tú trên cơ sở 2.618,92 ha diện tích tự nhiên và 12.282 nhân khẩu của xã Phú Tâm.
Ngày 24 tháng 9 năm 2008, Chính phủ ban hành Nghị định số 02/NĐ-CP về việc chuyển xã Phú Tân thuộc huyện Mỹ Tú về huyện Châu Thành mới thành lập quản lý.